# Alloxantha flavoides
Alloxantha flavoides es una especie de coleóptero de la familia Oedemeridae.

## Distribución geográfica
Habita en Irán.